# 圣雅克德拉朗德
圣雅克德拉朗德（法語：Saint-Jacques-de-la-Lande，法語發音：[sɛ̃ ʒak də la lɑ̃d]）是法国伊勒-维莱讷省的一个市镇，位于该省中部，属于雷恩区和雷恩都会区，其市镇面积为11.83平方公里，2022年1月1日时人口数量为13593人。
圣雅克德拉朗德是雷恩都会区的组成部分，位于雷恩市区西南，雷恩布列塔尼机场位于其境内。

## 行政
圣雅克德拉朗德的邮政编码为35136，INSEE市镇编码为35281。

## 地理

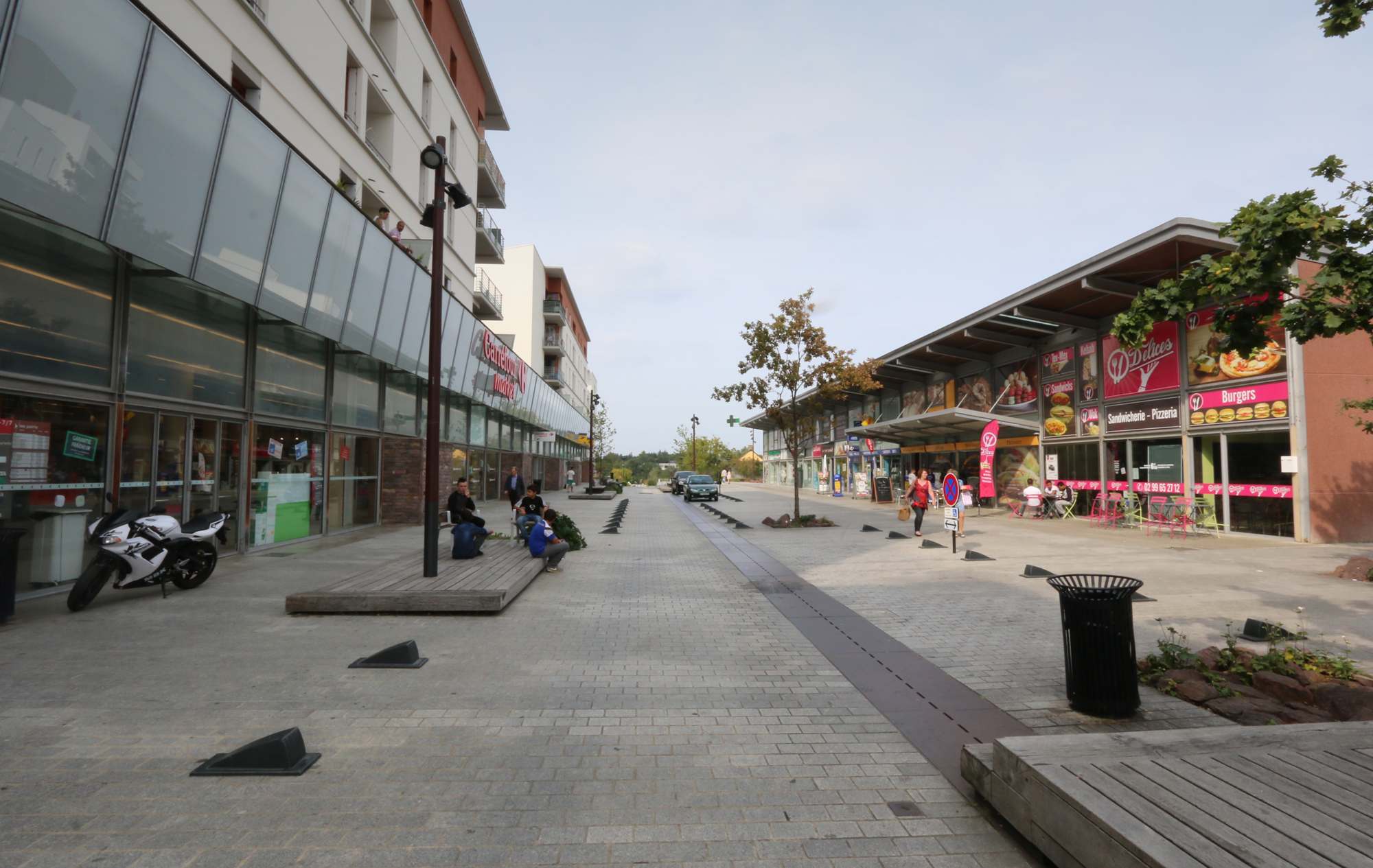
莫里奈商业街

圣雅克德拉朗德（48°5'25"N, 1°41'44"W）位于法国西北部，布列塔尼大区东部和伊勒-维莱讷省中南部，距离省会雷恩大约4公里，市镇中心为“欧布瓦”（Haut Bois）街区。
与圣雅克德拉朗德接壤的市镇包括：雷恩、布吕兹、布列塔尼地区沙特尔、沙瓦涅、塞什河畔努瓦亚勒沙蒂永、勒勒。
圣雅克德拉朗德境内地势平坦，海拔在18至47米之间。
按照柯本气候分类法，圣雅克德拉朗德属于较为典型的温带海洋性气候，全年温差较小，降水分布均匀。

## 历史
圣雅克德拉朗德作为市镇成立于1790年。

## 交通
伊勒-维莱讷省省道DD177线、D434线和D834线经过圣雅克德拉朗德境内。雷恩公交C6线、13路和57路经过圣雅克德拉朗德境内并设有站点。圣雅克德拉朗德火车站位于境内东部，是雷恩－勒东铁路线上的一个通勤车站。

## 政治
现任圣雅克德拉朗德市长为马里·迪卡曼先生（Marie Ducamin），他是社会党的一名成员。

## 人口
| 年份   | 1936  | 1946  | 1954  | 1962  | 1968  | 1975  | 1982  | 1990  | 1999  | 2006  | 2011   | 2016   | 2017   |
| ------ | ----- | ----- | ----- | ----- | ----- | ----- | ----- | ----- | ----- | ----- | ------ | ------ | ------ |
| 人口數 | 2,080 | 2,205 | 3,472 | 4,637 | 6,587 | 6,881 | 6,324 | 6,189 | 7,582 | 9,642 | 10,712 | 12,917 | 13,087 |